# زارا خان
زارا خان (به انگلیسی: Zara Khan) یا ساشا آقا خان بازیگر هندی است.
از کارهای معروف او می‌توان به بازی در فیلم اورنگ‌زیب اشاره کرد.